# バワリー
バワリー（Bowery）は、ニューヨーク市マンハッタン区の南部にある通りまたは地域を指す。北西にグリニッジ・ヴィレッジ、北に東4丁目およびイースト・ヴィレッジ、西にリトル・イタリーおよびノリータ、東にアレン・ストリートおよびローワー・イースト・サイド、南にキャナル・ストリートおよびチャイナタウン、南東にコーポラティブ・ヴィレッジ (en) がある 。
バワリー道路はチャタム・スクエアからクーパー・スクエアの区間を走っており、それより北は4番街と接続している。
1807年までにはこの道路はバワリーと呼ばれていた。"Bowery"はオランダ語で農場を意味するbouwerijを英語化した言葉である。17世紀はこの辺りは農場が広がっていた。

## 歴史

### 植民地および連邦政府時代

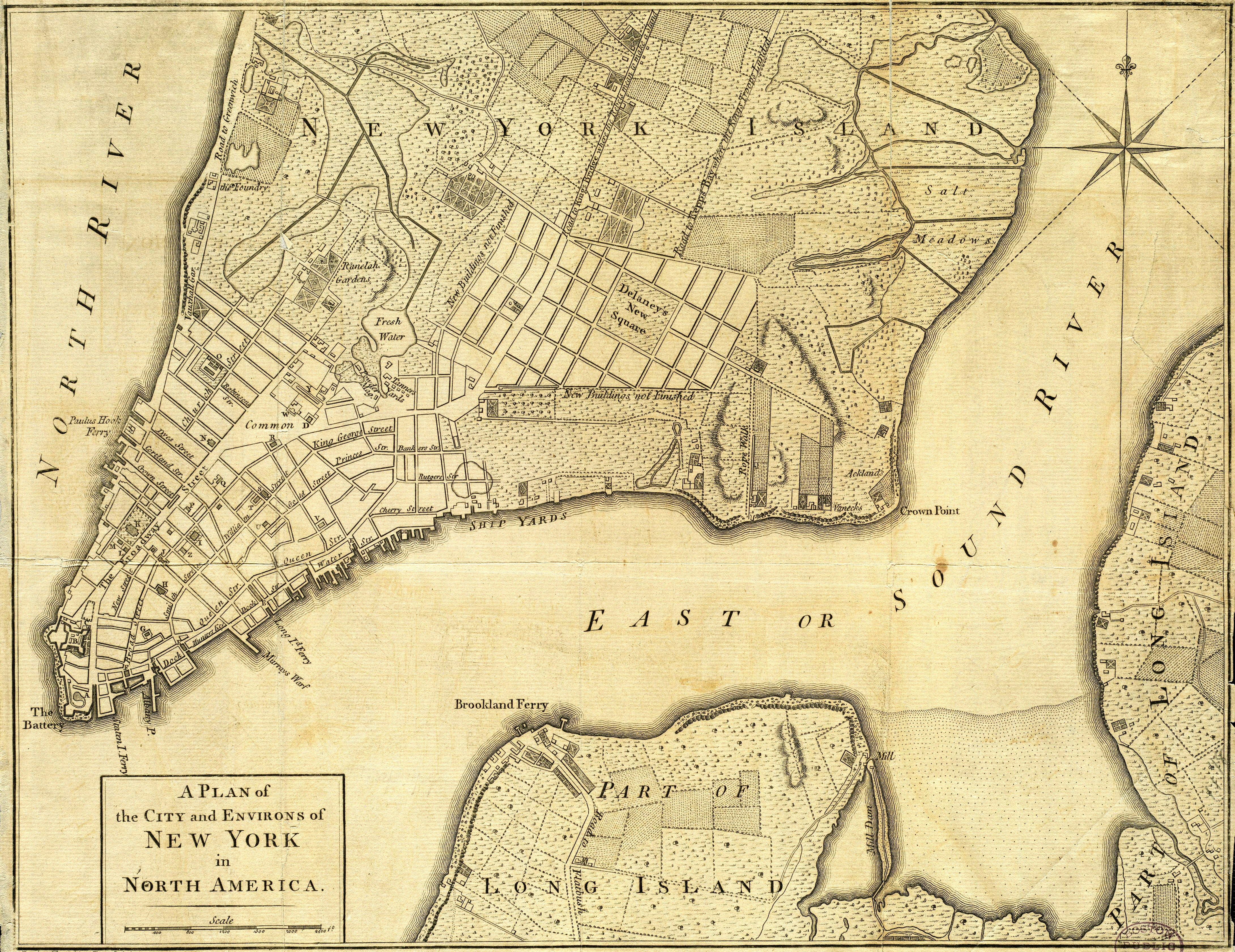
1776年のイギリスの地図。かつてのバワリーは"反逆者が送られるキングス・ブリッジ武器庫 (en) へ通じる道でもあった。

バワリーはブロードウェイとともにマンハッタンで最古の幹線道路であり、ヨーロッパ人がマンハッタン島に上陸する以前からレナペ族の小道 (Wecquaesgeeks Road) として存在していた。このインディアンの小道はマンハッタン島の南端から北端まで貫いており、南は現在のボウリング・グリーンからブロードウェイを通って、シティ・ホール・パークの南端からはパーク・ロウ次いでバワリー、14丁目から再び現在のブロードウェイ、23丁目からは現在は失われたボストン郵便道路 (en) の一部、110丁目からはセント・ニコラス・アベニュー、165丁目 (en) から再度ブロードウェイを通って228丁目まで続くものであった。マンハッタン島で定住を始めたオランダ人はこの小道の道幅を拡張し、市街地より北の区間をBouwerij road（"bouwerij"はオランダ古語で"farm"つまり農場を意味する）と名付けた。これはこの道が当時の市街地の中心エリアつまりウォール街とバッテリー・パークから農地をつないでいたためである。この道のバワリーより南の市街地の区間はHeerewegh/De Heere Straet（現在のブロードウェイ）と呼ばれていた。
1654年、現在のバワリー地区（チャタム・スクエア）のあたりに10人の解放された奴隷とその妻たちが小屋と牧畜場を建て、このエリアで初めての定住者となった。
イギリス統治時代以前のニューアムステルダムの最後の統治者であったピーター・ストイフェサントは1667年に引退後、バワリーの農場で余生を送った。1672年に彼が死去した後、彼は自身の私有教会に埋葬された。1778年には彼の邸宅が火事で焼け、残った教会と墓地は彼の孫によって売却された。この土地は現在のバワリー・セント・マークス教会 (en) のエスピコパル教会 (Episcopal church) の場所である。
1704–1705年のen:Sarah Kemble Knight記録には、バワリーは冬期にはニューヨーク市民のソリ滑りなどのレジャー場所として賑わっていたと記されている。
en:John Montresorがニューヨークの詳細な計画を作成した1766年までには、バワリー道路 (Bowery Lane) はロープウォーク (en) があった地点まで北に伸びており、最初の数ストリートには背後に菜園のある建物が並んでいた。en:Lorenzo Da Ponteが1806年にニューヨーク市に移住してきたとき彼は彼はバワリーで店を開いている。1766年のMontresorの地図では、バワリー道路は直線的にgentlemen's seatsまで右に伸びオールバニからボストンへ続くほこりっぽい"東部郵便道路" (en) からまた左に戻っているように記載されている。Nicholas Bayardの地図では街路樹が植えられている。バワリー道路に面するen:James Delanceyの大邸宅が地図に明確に描かれている。
ジョージ・ワシントンは1783年のイギリス軍の撤収 (en) を水際で見届ける前に休息のためバワリーのBull's Head Tavernに立ち寄ったと記されている。ボストンへ通じる道 (en) として、遅くとも1869年までバワリーはブロードウェイと並ぶニューヨークの幹線道路だった。

## 観光
- ニュー・ミュージアム・オブ・コンテンポラリー・アート
- CBGB - 現在はないが、有名なライブハウスだった。

## 有名な住人
- テリー・リチャードソン
- バルトーク・ベーラ
- ウィリアム・S・バロウズ
- A・C・バクティヴェーダンタ・スワミ・プラブパーダ
- ジョーイ・ラモーン
- サイ・トゥオンブリー